# Mesostenus versicolor
Mesostenus versicolor là một loài tò vò trong họ Ichneumonidae.